# Elmen
Elmen ist eine Gemeinde mit 402 Einwohnern (Stand 1. Jänner 2024) im Bezirk Reutte in Tirol (Österreich), im Gerichtsbezirk Reutte.

## Geografie
Der Ort Elmen ist ein dicht verbautes Haufendorf auf einem Schwemmkegel des Edelbaches. Die Gemeinde wird von Süden nach Norden vom Lech durchflossen und steigt auf beiden Seiten auf rund 2500 Meter an. Von den rund 30 Quadratkilometer Fläche sind beinahe sechzig Prozent bewaldet, zwanzig Prozent sind Almen, dreizehn Prozent unfruchtbares hochalpines Gebiet und nur sieben Prozent werden landwirtschaftlich genutzt.

### Gemeindegliederung
Das Gemeindegebiet umfasst folgende drei Ortschaften (Einwohner Stand 1. Jänner 2024):
- Elmen (346)
- Klimm (8)
- Martinau (48)

### Nachbargemeinden
| Hinterhornbach | Vorderhornbach                              | Stanzach |
|                | Kompassrose, die auf Nachbargemeinden zeigt |          |
| Häselgehr      |                                             | Pfafflar |

## Geschichte
Der Ort wurde 1312 erstmals urkundlich als Elmenoe, Ellmo, Elbnau (Au mit Ulmen) erwähnt.
Als im Dreißigjährigen Krieg eine Schwedische Einheit über die Ehrenberger Klause ins Gurgeltal ziehen wollte, waren die Männer auf Wache in den Bergen. Die Frauen verkleideten Heumandln, „bewaffneten“ diese mit Sensen und Äxten und zündeten Feuer an. So wurden die Soldaten aufgehalten, bis die Männer zur Verteidigung ankamen.
Im Winter 1664 löste sich eine Lawine oberhalb der Stablalpe und erfasste die Bauern beim winterlichen Heutransport. Vierzig Männer wurden dabei verschüttet, 22 Frauen wurden zu Witwen und ortsansässige Namen starben aus.
In den Jahren 1880 und 1903 trafen Brandkatastrophen Elmen. In der Christnacht 1880 verbrannten dreizehn Häuser im Ort, 1903 wurde der Weiler Martinau inklusive Kapelle mit Ausnahme eines Hauses eingeäschert.
In Elmen wurde die Pferdewechselstation für die 1861 im Lechtal eröffnete Postkutsche eingerichtet.

### Bevölkerungsentwicklung

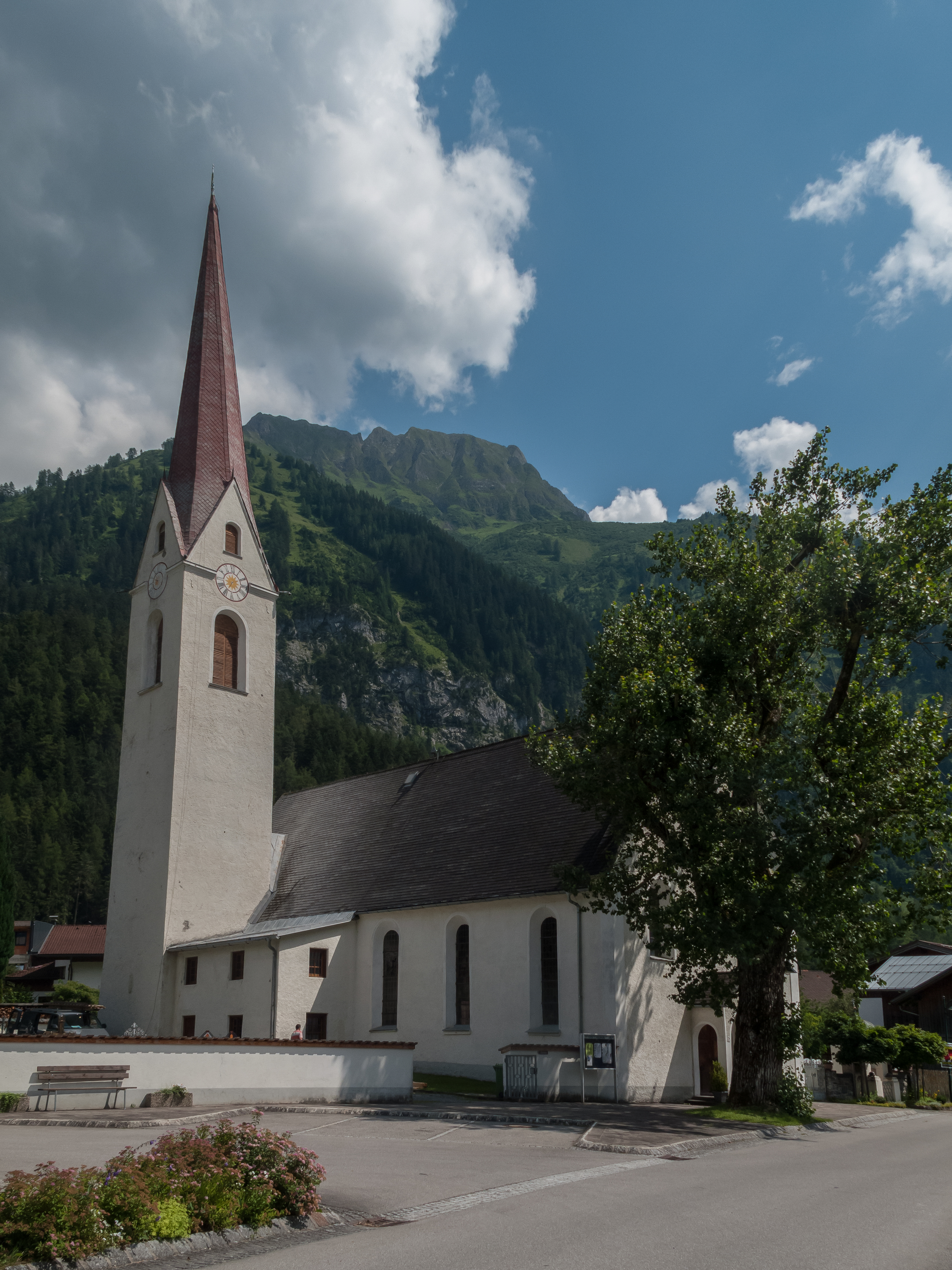
Pfarrkirche zu den Heiligen Drei Königen

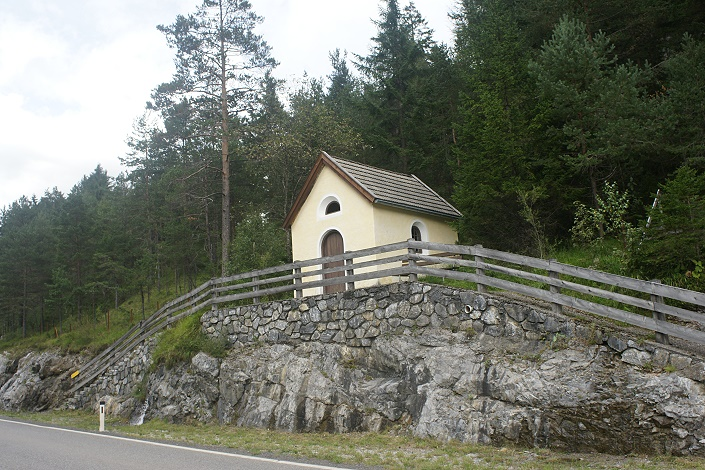
Kapelle 14 Nothelfer

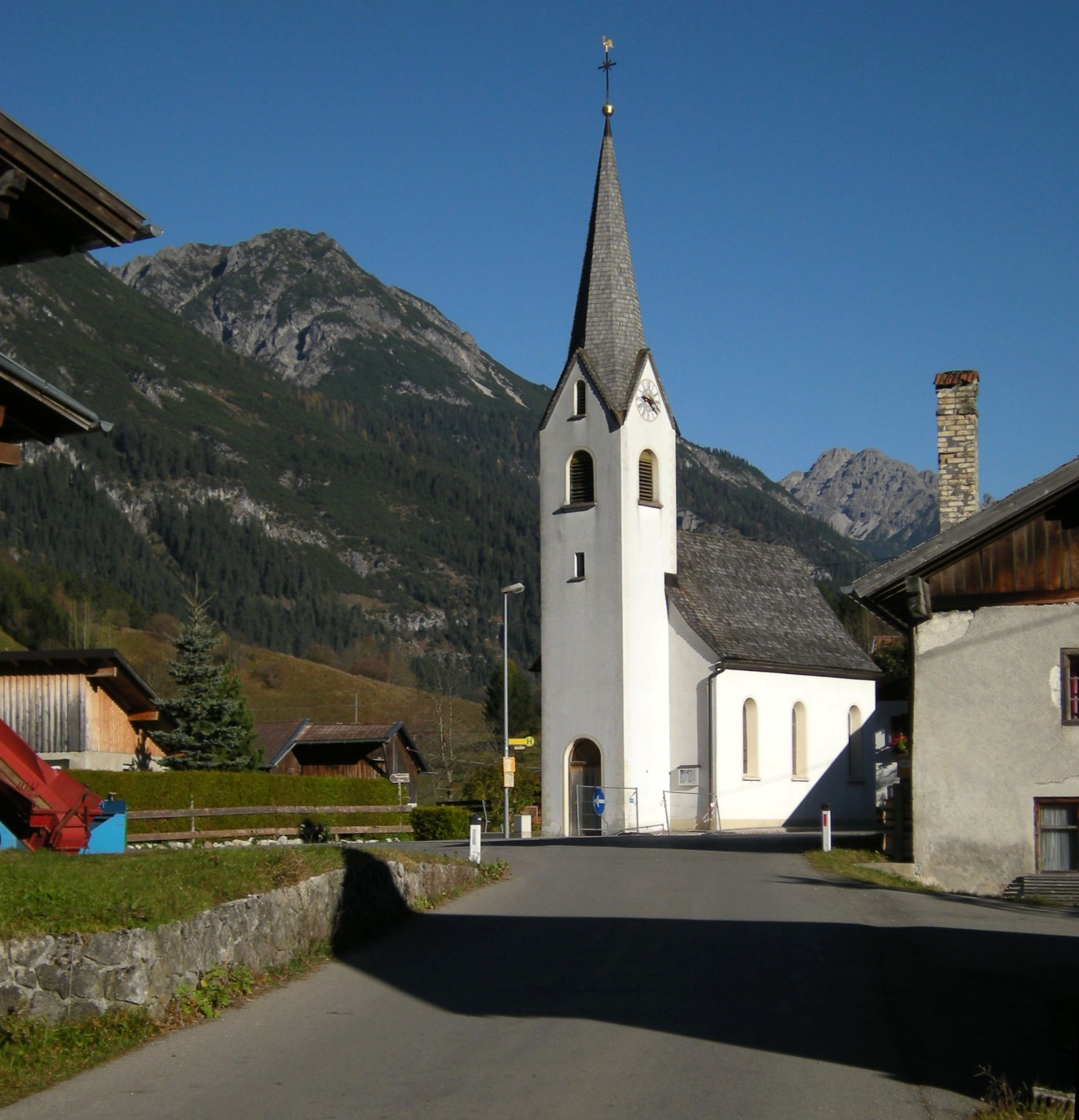
Filialkirche in Martinau

| Elmen: Einwohnerzahlen von 1869 bis 2024            | Elmen: Einwohnerzahlen von 1869 bis 2024 | Elmen: Einwohnerzahlen von 1869 bis 2024 | Elmen: Einwohnerzahlen von 1869 bis 2024 | Elmen: Einwohnerzahlen von 1869 bis 2024 |
| --------------------------------------------------- | ---------------------------------------- | ---------------------------------------- | ---------------------------------------- | ---------------------------------------- |
| Jahr                                                |                                          |                                          |                                          | Einwohner                                |
| 1869                                                | 1869                                     |                                          | 360                                      | 360                                      |
| 1880                                                | 1880                                     |                                          | 340                                      | 340                                      |
| 1890                                                | 1890                                     |                                          | 322                                      | 322                                      |
| 1900                                                | 1900                                     |                                          | 312                                      | 312                                      |
| 1910                                                | 1910                                     |                                          | 319                                      | 319                                      |
| 1923                                                | 1923                                     |                                          | 245                                      | 245                                      |
| 1934                                                | 1934                                     |                                          | 286                                      | 286                                      |
| 1939                                                | 1939                                     |                                          | 286                                      | 286                                      |
| 1951                                                | 1951                                     |                                          | 345                                      | 345                                      |
| 1961                                                | 1961                                     |                                          | 366                                      | 366                                      |
| 1971                                                | 1971                                     |                                          | 379                                      | 379                                      |
| 1981                                                | 1981                                     |                                          | 367                                      | 367                                      |
| 1991                                                | 1991                                     |                                          | 393                                      | 393                                      |
| 2001                                                | 2001                                     |                                          | 396                                      | 396                                      |
| 2011                                                | 2011                                     |                                          | 376                                      | 376                                      |
| 2021                                                | 2021                                     |                                          | 392                                      | 392                                      |
| 2024                                                | 2024                                     |                                          | 402                                      | 402                                      |
| Quelle(n): Statistik Austria, Gebietsstand 1.1.2021 |                                          |                                          |                                          |                                          |

## Kultur und Sehenswürdigkeiten
- Pfarrkirche zu den Heiligen Drei Königen mit Friedhof und Kriegerdenkmal. Der aus dem benachbarten Elbigenalp stammende Künstler Johann Anton Falger malte 1841 auch für Elmen einen Totentanz, der ursprünglich in Nischen der Friedhofsmauer angebracht war und heute in der Totenkapelle aufbewahrt wird. Der Bilderzyklus besteht aus 12 kleinformatigen Holztafeln (35 × 23 cm) mit zugehörigen Dialogen. In der Reihenfolge sind abgebildet: Großmutter, Bettlerin, Holzknecht, Magd, Fürst, Bürgerin, Kind, Knabe, Soldat, Braut, Bauer, Priester.[5]
- Feldkapelle Hl. Dreifaltigkeit
- Filialkirche St. Joseph in Martinau
- Kapelle 14 Nothelfer

## Wirtschaft und Infrastruktur
Elmen ist durch eine Umfahrungsstraße vom Durchzugsverkehr befreit. Ein beliebtes Ausflugsziel ist die oberhalb gelegene Stablalpe. Zur Gemeinde gehört auch die Fraktion Martinau am linken Lechufer. Im Augebiet blüht Ende Mai auf einer großen Fläche der seltene Frauenschuh.
- Arbeitsmarkt: Im Jahr 2011 gab es in Elmen 53 Arbeitsplätze, vier in der Landwirtschaft, elf im Produktionssektor und 42 im Dienstleistungssektor.[6] Von den 181 hier lebenden Erwerbstätigen pendelten mehr als drei Viertel aus.[7]
- Fremdenverkehr: Elmen zählt jährlich rund 15.000 Übernachtungen. Die Wintersaison ist deutlich schwächer als die Sommersaison. Der Spitzenmonat Juli bringt fast 4000 Übernachtungen (Stand 2019).[8]
- Verkehr: Durch das Gemeindegebiet verläuft die Lechtalstraße B198. Der näheste Bahnhof befindet sich 25 Kilometer nordöstlich in Reutte, der Bahnhof Imst ist rund dreißig Kilometer entfernt.[9]

## Politik

### Gemeinderat
In den Gemeinderat werden elf Vertreter gewählt:
| Partei                        | 2010  | 2010    | 2016  | 2016    | 2022  | 2022    |
| Partei                        | %     | Mandate | %     | Mandate | %     | Mandate |
| ----------------------------- | ----- | ------- | ----- | ------- | ----- | ------- |
| Gemeinsame Bürger(innen)liste | 66,67 |         | 66,17 | 7       | 57,69 | 6       |
| Gemeinsam für Elmen           | 33,33 |         | 33,83 | 4       | 42,31 | 5       |

### Bürgermeister
Bürgermeister von Elmen ist Markus Sojer.

### Wappen
Blasonierung: Von Silber und Grün dreimal gespaltener Schild mit zwei Ulmenblättern in verwechselten Farben.
Das 1973 verliehene Gemeindewappen zeigt zwei stilisierte Ulmenblätter und symbolisiert damit als redendes Wappen den Ortsnamen, der von „Ulme“ kommt.

## Persönlichkeiten

### Söhne und Töchter der Gemeinde
- Josef Schnitzer senior (1877–1951), Stuckateur und Bildhauer
- Eckart Schuster (1919–2006), Fotograf und Künstler

### Mit der Gemeinde verbundene Persönlichkeiten
- Heinrich Ginther (* 1958), Politiker (ÖVP)
- Maria Scheiber (* 1961), Politikerin (Grüne)